# Brave (película)
Brave (titulada Valiente en Hispanoamérica y Indomable en España) es una película animada por computadora 3D estadounidense de 2012, dirigida por Mark Andrews y Brenda Chapman, producida por Walt Disney Pictures y Pixar Animation Studios y protagonizada por las voces de Kelly Macdonald, Billy Connolly, Emma Thompson y Julie Walters. Su estreno estaba programado para el 15 de junio de 2012, pero se cambió posteriormente al 22 de junio. También es la primera película en reproducirse en el Dolby Theatre, ya que fue grabada con la tecnología Dolby Atmos, la cual debutó con la película.
Recibió críticas generalmente positivas, especialmente por ser la primera película con una princesa Disney guerrera con una aprobación de 80% en Rotten Tomatoes y recaudó más de 540 millones de dólares.

## Argumento
En la Escocia medieval, Mérida, una joven princesa del clan Dunbroch recibe como regalo de su padre, el rey Fergus, una flecha y un arco por su cumpleaños. Su madre, la reina Elinor, no está de acuerdo con el regalo. Mientras se aventura en el bosque para buscar una flecha, Mérida se encuentra con un fuego fatuo. Poco después, Mor'du, un gran oso conocido por su brutalidad, ataca a la familia. Elinor huye a caballo con Mérida, mientras Fergus se defiende de Mor'du, aunque la lucha le cuesta una de sus piernas.
Años después, Mérida, ahora una adolescente, descubre que, para su sorpresa, debe estar comprometida con el hijo de uno de los aliados de su padre. Recordando a Mérida la leyenda de un príncipe cuyo orgullo y negativa a seguir los deseos de sus padres destruyeron su reino, Elinor explica que no consentir el compromiso podría dañar a Dunbroch.
Los jefes de los clanes aliados Dingwall, McGuffin y Macintosh y sus primogénitos llegan para competir en los juegos de las Tierras Altas por la mano de Mérida en matrimonio. Mérida tuerce las reglas y anuncia que, como primogénito de su propio clan, es elegible para competir por su propia mano. Ella fácilmente supera a sus pretendientes en una competencia de tiro con arco, avergonzando a los otros clanes. Más tarde, ella y Elinor discuten fuertemente. Muy disgustada, Mérida rompe un tapiz de la familia separando a su madre de ella, por lo que Elinor termina echando fuego el arco de Mérida, quien, entristecida, se marcha del castillo. 
En el bosque, ella sigue otros fuegos fatuos hacia la cabaña de una bruja anciana, y Mérida negocia con ella por un hechizo para cambiar su destino. Cuando Mérida le da el hechizo, en forma de pastel, a Elinor, causa que su madre se transforme en una osa, perdiendo su capacidad para hablar, pero conserva la mayor parte de su personalidad humana. Con la ayuda de sus tres hermanos, Mérida ayuda a Elinor a escapar del castillo antes que su padre y los otros clanes la vieran en esa forma y posteriormente regresan a la cabaña de la bruja para pedirle una explicación de por qué el hechizo que pidió previamente transformó a su madre en una osa, sin embargo estas descubren que la misma está abandonada y en eso encuentran el caldero con un mensaje de la bruja quien le menciona que tuvo que irse por motivos comerciales, además de ello también le informa que a menos que Mérida sea capaz de "reparar el vínculo que el orgullo rompió" antes del segundo amanecer, el hechizo que pidió se volverá permanente, es decir, que si no lo arreglan pronto su madre se quedará transformada en una osa por toda la eternidad. Al día siguiente, Mérida y Elinor son guiadas por los fuegos fatuos hacia unas ruinas antiguas, donde se encuentran en el salón del trono del antiguo reino de la leyenda que le contaba su madre, con un tapiz de piedra roto, por lo que Mérida deduce que el encantamiento ya había pasado anteriormente, siendo el príncipe que destruyó el antiguo reino quien se transformó en Mor'du, el cual aparece en ese momento y las ataca, pero afortunadamente ambas consiguen despistarlo y escapar de las ruinas. Mérida promete que no dejará que le pase lo mismo a su madre y concluye que necesita reparar el tapiz que dañó durante su discusión antes de que sea demasiado tarde.
Al regresar al castillo se encuentran los clanes al borde de la guerra, tras no haber un ganador definido por la mano de Mérida. Habiendo aprendido de su experiencia con su madre, Mérida pretende declararse lista para elegir un pretendiente según lo exige la tradición, pero con el aliento no verbal de Elinor, insiste en que el primogénito debe casarse en su propio tiempo con quien él elija. Los clanes están de acuerdo, rompiendo la tradición, pero renovando y fortaleciendo su alianza. Mérida se cuela en la sala del tapiz con su madre. Elinor, quien está perdiendo su humanidad, ataca a Fergus, pero de repente recupera la compostura y huye del castillo. Confundiendo a Elinor con Mor'du e incapaz de escuchar a Mérida, Fergus persigue al oso con los otros clanes, encerrando a Mérida en el castillo por seguridad. Con la ayuda de sus hermanos menores trillizos, quienes también comieron el pastel hechizado y se transformaron en pequeños osos, Mérida escapa y repara el tapiz mientras cabalga detrás de su padre. Fergus y los clanes capturan a Elinor, pero Mérida interviene y detiene a su padre antes de que mate a su madre por equivocación, pero súbitamente aparece el verdadero Mor'du y golpea a los guerreros del clan y este intenta matar a Mérida, pero Elinor intercede, deteniendo a Mor'du y haciendo que sea aplastado por un menhir que le cae encima, matándolo en el acto. A raíz de esto el espíritu del príncipe se libera, quien en silencio le agradece a Mérida y a su madre por haberlo liberado de su tormento y desaparece en el aire. Cuando sale el sol del segundo amanecer, Mérida rápidamente cubre a su madre con el tapiz, en espera que se rompa el hechizo, sin embargo en un principio Merida no comprende porque tal acción no tiene ningún efecto y su madre desafortunadamente pierde su humanidad, volviéndose un oso de verdad, al ver esto Mérida rápidamente decide abrazar a su madre y finalmente se arrepiente de todos los errores que había cometido y se reconcilia con Elinor, pidiéndole que vuelva a ser como era antes, a raíz de estas palabras de remordimiento de Merida, el hechizo finalmente se rompe y Elinor regresa a su forma humana, donde esta última también le pide disculpas a su hija por todos sus errores pasados, también se puede ver que sus hermanos, los trillizos también recuperaron sus respectivas formas humanas al romperse el hechizo, corren desnudos para abrazar a sus padres.
Unos días más tarde los clanes vuelven a sus respectivas tierras, mientras que Mérida y Elinor montan sus caballos juntas, terminando todo en paz y tranquilidad, además de que Mérida y Elinor mejoran su relación. 
En una escena poscréditos, el cuervo de la bruja aparece en la puerta del reino para entregar todas las figuras de madera que Merida había comprado previamente.

## Premios y nominaciones
| Año  | Premio                     | Categoría                        | Resultado |
| ---- | -------------------------- | -------------------------------- | --------- |
| 2010 | Premios Óscar              | Mejor película de animación      | Ganadora  |
| 2010 | Premios Annie              | Mejor producción animada         | Ganadora  |
| 2010 | Premios Annie              | Mejor editorial animada          | Ganadora  |
| 2010 | Premios Annie              | Mejores efectos animados         | Nominada  |
| 2010 | Premios Annie              | Mejor película animada           | Nominada  |
| 2010 | Premios Annie              | Mejor música en película animada | Nominada  |
| 2010 | Premios Annie              | Mejor guion en película animada  | Nominada  |
| 2010 | Premio BAFTA               | Mejor largometraje animado       | Ganadora  |
| 2010 | Premio Globo de Oro        | Mejor largometraje animado       | Ganadora  |
| 2010 | Critics Choice Movie Award | Mejor largometraje animado       | Nominada  |

## Reparto
| Personaje                      | Actor original                         | Actor de doblaje para Hispanoamérica | Actor de doblaje para España           |
| Princesa Mérida                | Kelly Macdonald Julie Fowlis (canción) | Hiromi Hayakawa Yuridia (canción)    | Paula Ribó Russian Red (canción)       |
| Rey Fergus                     | Billy Connolly                         | José Lavat                           | Juan Luis Rovira                       |
| Reina Elinor                   | Emma Thompson                          | Talía Marcela                        | Pepa Castro                            |
| La Bruja                       | Julie Walters                          | Ángela Villanueva                    | Marta Padován                          |
| Lord Dingwall                  | Robbie Coltrane                        | Alan Tacher                          | Roberto Cuenca                         |
| Lord MacGuffin Joven MacGuffin | Kevin McKidd                           | Mario Filio                          | Rafael Azcárraga Rafael Romero (Pasto) |
| Lord Macintosh                 | Craig Ferguson                         | Favio Posca                          | Miguel Zúñiga                          |
| Maudie                         | Sally Kinghorn Eilidh Fraser           | Gaby Cárdenas                        | Ana Ángeles García                     |
| Joven Mérida                   | Peigi Barker (niña)                    | Sara Paula Gómez Arias (niña)        | Paula Coria (niña)                     |
| Joven Macintosh                | Steven Cree                            | Alan Bravo                           | Javier Lorca                           |
| El Cuervo                      | Steve Purcell                          | Héctor Lee Vargas                    | José Padilla                           |
| Joven Dingwall                 | Callum O'Neill                         | Arturo Cataño                        | Aitor González                         |
| Martin                         | Harry Gregson-Williams                 | Raúl Aldana                          | Ángel Coomonte                         |
| Gordon                         | John Ratzenberger                      | Leonardo Agustín                     | Víctor Agramunt                        |

| Predecesor: Cars 2 | Películas de Pixar | Sucesor: Monsters University |